# Боржиславка
«Боржиславка» (чеш. Bořislavka) — 58-я станция пражского метрополитена. Расположена на линии A, между станциями «Дейвицка» и «Надражи Велеславин».
Станция была открыта 6 апреля 2015 года в составе шестого пускового участка линии А «Dejvická - Nemocnice Motol». Имеет выходы на улицы Европейскую (чеш. Evropská), Горомержицкую, Либерийскую, Арабскую и Камерунскую.
Изначальное проектное название «Červený vrch» — от названия вершины в районе Воковице.
Трамвайные маршруты соединят «Боржиславку» с северными и западными районами (такими, как Велеславин, Либоц и др.), автобусный маршрут — с аэропортом, районами Пршедни Копанина, Тухомержице.